# Diede Lemey
Diede Lemey (Tielt, 7 oktober 1996) is een Belgische voetbalspeelster. Vanaf het seizoen 2019-20 stond ze in het doel bij het Italiaanse US Sassuolo in de Serie A. Ze speelt ook voor het Belgisch voetbalelftal. Toen Fortuna Sittard in 2022 aanving in de Vrouwen Eredivisie uit te komen, werd Lemey als keepster aangetrokken. Sinds 2025 komt ze uit voor FC Twente, eveneens actief op het hoogste Nederlandse voetbalniveau.

## Loopbaan

### Club

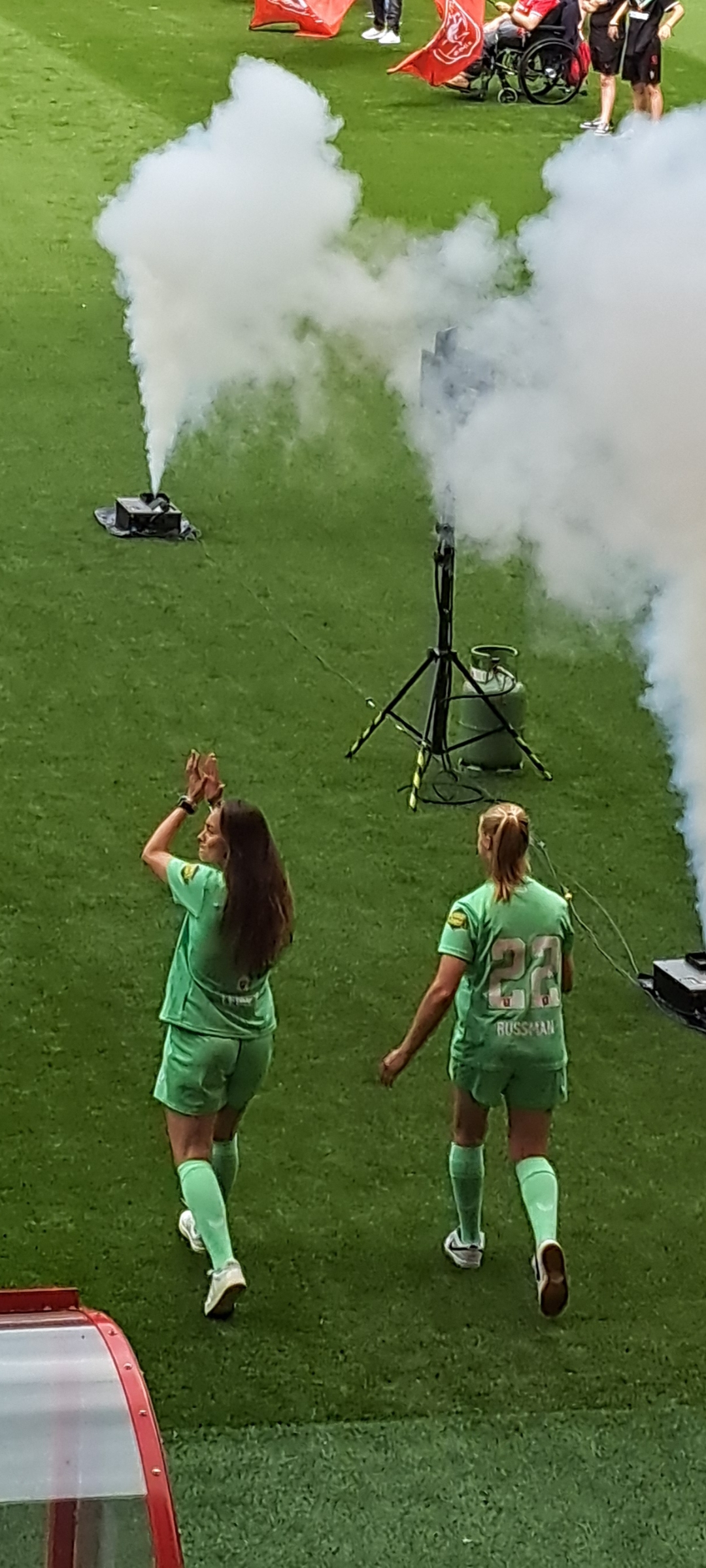
Lemey bij FC Twente in 2025

Lemey speelde haar jeugd bij Ingelmunster en FC Meulebeke. In 2009 ging ze naar Egem waar ze op 13-jarige leeftijd in tweede klasse in doel stond. Sinds 2012 staat ze bij Anderlecht in het doel. In 2017 maakte ze de overstap naar de Italiaanse Serie A bij AGSM Verona. Vanaf seizoen 2018-2019 staat ze in doel bij Atalanta Mozzanica C.F.D.
In 2022 maakte Lemey de overstap naar het nieuw opgerichte Fortuna Sittard. Deze club verliet ze in 2024 voor het Duitse SV Werder Bremen. Na een halfjaar, waarin ze enkel in twee bekerwedstrijden ik actie kwam, besloten Lemey en Werder Bremen in onderling overleg haar contract te ontbinden. Lemey werd op 30 januari 2025 door FC Twente als nieuwe aanwinst gepresenteerd. In Enschede moest ze de naar Leicester City WFC vertrokken Olivia Clark doen vergeten.

### Nationale ploeg
Ze speelde 1 wedstrijd voor de -15-jarigen op 14 januari 2011 en stond 36 minuten in het veld tegen Nederland; de wedstrijd werd verloren met 0-4.
Haar eerste wedstrijd bij de -17-jarigen speelde ze op 24 augustus 2014 thuis tegen Noord-Ierland. Het werd 4-0. In totaal stond ze 1084 minuten onder de lat in 15 wedstrijden. Haar laatste wedstrijd voor de -17 was op 29 juni 2013 tegen Spanje die 0-4 verloren werd.
Ze maakte haar debuut bij de -19-jarigen op 21 september 2011, waar ze 4-0 won tegen Turkije. Haar laatste wedstrijd was op 15 september 2014 tegen Estland. Daarna werd ze nog wel 2 keer geselecteerd maar kwam niet aan spelen. In totaal speelde ze 586 minuten in 7 wedstrijden.
Voor de A-ploeg werd ze voor de eerste keer geselecteerd op 22 november 2014, maar het was wachten tot 19 januari 2017 voor haar eerste wedstrijd tegen Frankrijk. Ze speelde er 44 minuten en de wedstrijd eindigde in een 1-2 overwinning.
Lemey was ook geselecteerd voor de wedstrijden in de Cyprus Cup en maakte ook deel uit van de Belgische selectie voor het Europees kampioenschap voetbal vrouwen 2017.

## Interlands
| Interlands van Diede Lemey voor België | Interlands van Diede Lemey voor België | Interlands van Diede Lemey voor België | Interlands van Diede Lemey voor België | Interlands van Diede Lemey voor België | Interlands van Diede Lemey voor België |
| Nr.                                    | Datum                                  | Wedstrijd                              | Uitslag                                | Soort wedstrijd                        | Doelpunten                             |
| Als speelster bij RSC Anderlecht       | Als speelster bij RSC Anderlecht       | Als speelster bij RSC Anderlecht       | Als speelster bij RSC Anderlecht       | Als speelster bij RSC Anderlecht       | Als speelster bij RSC Anderlecht       |
| -------------------------------------- | -------------------------------------- | -------------------------------------- | -------------------------------------- | -------------------------------------- | -------------------------------------- |
| 1.                                     | 19 januari 2017                        | Frankrijk – België                     | 1 – 2                                  | Vriendschappelijk                      | -                                      |
| 2.                                     | 3 maart 2017                           | Italië – België                        | 1 – 4                                  | Vriendschappelijk                      | -                                      |
| 3.                                     | 8 april 2017                           | België – Spanje                        | 1 – 4                                  | Vriendschappelijk                      | -                                      |
| 4.                                     | 13 juni 2017                           | België – Japan                         | 1 – 1                                  | Vriendschappelijk                      | -                                      |
| Als speelster bij US Sassuolo          |                                        |                                        |                                        |                                        |                                        |
| 5.                                     | 12 juni 2021                           | Luxemburg – België                     | 0 – 1                                  | Vriendschappelijk                      | -                                      |
| 6.                                     | 16 februari 2022                       | Slowakije – België                     | 0 – 4                                  | Pinatar Cup 2022                       | -                                      |
| 7.                                     | 19 februari 2022                       | België – Wales                         | 0 – 0 (3 – 1 n.s.)                     | Pinatar Cup 2022                       | -                                      |
| 8.                                     | 28 juni 2022                           | België – Luxemburg                     | 6 – 1                                  | Vriendschappelijk                      | -                                      |
| Totaal                                 | Totaal                                 | Totaal                                 | Totaal                                 | Totaal                                 | 0                                      |

Bijgewerkt t/m 27 december 2022.

## Erelijst
- Belgisch bekerwinnaar: 1x

2013 (met Anderlecht)

### Individueel
- Beste doelvrouw in Serie A, 2021/22[8]